# Maihuenia
Maihuenia je rod specifických kaktusů, rostoucích ploše trsovitě v Patagonii a přilehlé části Chile a And. Rod má 2 druhy a je jediným zástupcem podčeledi Maihuenioideae. 

## Taxonomie
První rostliny objevil Eduard Poeppig v r. 1835, popsal je Ludwig Pfeiffer v r. 1837 jako Opuntia poeppigii. Rudolph Philippi objevil v Patagonii a popsal druhý druh jako Opuntia patagonica v roce 1863. Rozpoznal odlišnost těchto rostlin a založil pro ně v roce 1881 nový rod Maihuenia podle místního názvu pro tento kaktus maihuén.
Rostliny byly pro nedostupnost málo studovány a byly řazeny do podčeledi Pereskioideae.
Novodobou monografii rodu vypracoval Beat Leuenberger r. 1997 a na základě prokázání samostatné evoluce byla pro tento rod ustanovena samostatná podčeleď Maihuenioideae. Podle ICSG[zdroj?] jsou dnes uznávány dva druhy, ostatní dříve popsané taxony jsou řazeny jako synonyma vesměs k Maihuenia patagonica.

## Výskyt
Rostou na planinách jižní části Jižní Ameriky, zejména Patagonii, v nejjižnější části And až do výšky 2400 m n. m. a v Chile na jih od areálu ostatních kulovitých kaktusů. Nejjižnější výskyt je udáván z 49 °j.š., spolu s Maihueniopsis darwinii (kaktusy zde sbíral i Charles Darwin) a Pterocactus australis, oba druhy z podčeledi Opuntioideae. V oblasti výskytu často mrzne a rostliny jsou u nás zimovzdorné. Uměle se pěstují jen velmi vzácně.

## Popis

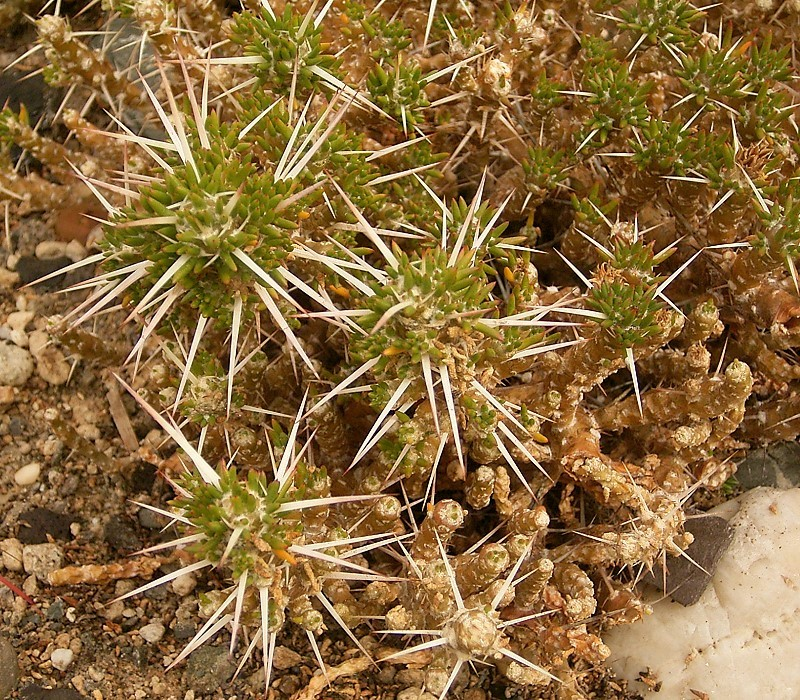
Maihuenia patagonica

### Obecný popis
Vytváří nepravidelné, velmi husté trsy ze semknutých tenkých stonků. Stonky jsou tmavozelené, ve stáří hnědavé. Jsou jen 1 až 2 cm silné. Listy jsou dužnaté, na průřezu oválné, vytrvalé. Vyrůstají po jednom z dolní části areoly. Areoly jsou vlnaté. Střední trn je jeden, silnější a delší, okrajové obvykle dva, krátké a často zploštělé. Jsou bílé až světle hnědé, přímé. Květy jsou krátce přisedlé, objevují se na vrcholu stonků. Jsou otevřené odpoledne. Plody jsou oválné až polokulovitě přisedlé, mají početné silné šupiny. Semena kulatá, černá, 3 - 4 mm velká.
Na rozdíl od ostatních kaktusů probíhá u maihuenií pouze běžná fotosyntéza (C3 metabolismus) a Calvinův cyklus, pro sukulenty typický CAM cyklus není rozvinut.

### Maihuenia patagonica
(Philippi) Britton & Rose 1919
synonymum Opuntia patagonica Philippi 1863
Větší druh. Stonky dlouhé, tenké, 1 – 2 cm silné, dosahují až 40 cm délky. Trsy jsou stejné výšky a až 3 m šířky. Listy eliptické, 6 x 3 mm, početné. Střední trny jsou dlouhé 3 až 7 cm, dva krátké okrajové trny. Květy bílé, plody přisedle polokulovité, žluté, 2 – 4 cm velké.

### Maihuenia poeppigii
(Otto ex Pfeiffer) Philippi ex K. Schumann 1898
Menší druh. Trsy jsou 10 cm vysoké, 2 m široké. Stonky jen 6 cm dlouhé, 1 - 2 cm silné, článkované. Listy podlouhlé, až 10 * 2 mm velké. Střední trny jsou dlouhé 1 až 2,5 cm, někdy zploštělé. Okrajové krátké trny jsou 2, vzácně 3 až 4. Květy žluté, asi 3 cm velké, plody oválné, až 6 cm dlouhé.

## Pěstování
Rostliny jsou vzácné a málo pěstované. V dostatečně propustném substrátu jsou plně zimovzdorné a vytváří během let trsy. Množí se dělením nebo výsevem.